# Tragédie à Marsdon Manor (téléfilm)
Pour la nouvelle, voir La Tragédie de Marsdon Manor.
Tragédie à Marsdon Manor (The Tragedy at Marsdon Manor) est un téléfilm britannique de la série télévisée Hercule Poirot, réalisé par Renny Rye, sur un scénario de David Renwick, d'après la nouvelle La Tragédie de Marsdon Manor, d'Agatha Christie.
Ce téléfilm, qui constitue le 25e épisode de la série, a été diffusé pour la première fois le 3 février 1991 sur le réseau d'ITV.

## Intrigue
Poirot et Hastings sont appelés par un aubergiste pour résoudre un assassinat. Mais à leur arrivée, ils s'aperçoivent que le crime n'a eu lieu que dans un livre, l'aubergiste étant un écrivain qui demande à Poirot de l'aider à finir son manuscrit. Poirot, piqué au vif, veut repartir immédiatement mais ils doivent attendre jusqu'au lendemain. Cependant, en voulant repartir le lendemain, ils tombent cette fois sur un vrai meurtre à Marsdon Manor, un manoir prétendument hanté.

## Fiche technique
- Titre français : Tragédie à Marsdon Manor
- Titre original : The Tragedy at Marsdon Manor
- Réalisation : Renny Rye
- Scénario : David Renwick, d'après la nouvelle La Tragédie de Marsdon Manor (1923) d'Agatha Christie
- Décors : Mike Oxley
- Costumes : Elizabeth Waller
- Photographie : Norman G. Langley
- Montage : Frank Webb
- Musique originale : Christopher Gunning
  - Musique additionnelle : Richard Hewson
- Casting : Rebecca Howard
- Production : Brian Eastman
  - Production déléguée : Nick Elliott
- Sociétés de production : Carnival Films, London Weekend Television
- Pays d'origine :  Royaume-Uni
- Langue originale : Anglais
- Genre : Policier
- Durée : 50 minutes
- Ordre dans la série : 25e - (6e épisode de la saison 3)
- Première diffusion :
  -  Royaume-Uni : 3 février 1991 sur le réseau d'ITV

## Distribution
- David Suchet (VF : Roger Carel) : Hercule Poirot
- Hugh Fraser (VF : Jean Roche) : Capitaine Arthur Hastings
- Philip Jackson (VF : Claude d'Yd) : Inspecteur-chef James Japp
- Ian McCulloch : Jonathan Maltravers
- Geraldine Alexander (VF : Natacha Muller) : Susan Maltravers
- Alastair Duncan (VF : Eric Aubrahn[1]) : Capitaine Black
- Anita Carey : Miss Rawlinson (la secrétaire)
- Desmond Barrit (VF : Roger Lumont) : Samuel Naughton (l'aubergiste)
- Ralph Watson : Danvers (le jardinier)
- Edward Jewesbury (VF : Jean-Henri Chambois) : Dr Bernard
- Geoffrey Swann : un sergent de police
- Hilary Sesta : le réceptionniste du docteur
- David Lloyd : le gardien de musée
- Pat Keen : l'organisateur de la défense civile
- Richard Bebb : la voix à la radio